# 로컬 프로그램
로컬 프로그램은 방송국이 자체 제작하고 자사의 지역 방송(KBS 지역국, 지역 단위 MBC 계열사, 9개 지역 민방 네트워크 등)에서 제작 및 송출하는 프로그램이다.
로컬 프로그램은 전체 범위의 프로그램 장르를 포괄할 수 있지만 일반적으로 방송국이 다루는 영역 내에서 청중이 특별히 관심을 갖는 주제나 사람만을 다루게 된다. 예를 들어, 로컬 스포츠 프로그램은 네트워크 스포츠 프로그램과 마찬가지로 결과, 인터뷰, 게임 또는 경기의 보도를 제공하지만 방송사의 전송 영역 내에서 팀과 선수만 등장한다.
때때로 전송 지역에 그다지 구체적이지 않은 현지 제작 프로그램이 해당 지역의 방송을 위해 다른 지역 방송국에 판매된다.
역사적으로 텔레비전에는 많은 로컬 프로그램이 있었다. 20세기 후반에 이것은 크게 떨어졌다. 많은 경우에 오늘날 텔레비전 방송국의 유일한 로컬 프로그램은 지역 뉴스 방송이 된다.
위의 내용은 라디오에도 적용될 수 있다. 전국 라디오 네트워크에는 로컬 프로그램 및 콘텐츠를 제공하기 위해 여러 번 선택 해제하는 지역 스튜디오 또는 제휴사가 있을 수 있다.
1950년대 후반, Melbourne Magazine(1957), Sydney Tonight(1956-1959), TV Talent Scout(1957-1958)와 같은 많은 초기 호주 TV 시리즈가 한 도시에서만 방송되었다.